# Matjaž Ceraj
Matjaž Ceraj, slovenski judoist, * 14. september 1983, Celje.
Ceraj je za Slovenijo nastopil na Poletnih olimpijskih igrah 2008 v Pekingu in Londonu 2012. V težki kategoriji v Pekingu je osvojil 33. mesto, 2012 v Londonu, pa je osvojil 9. mesto.